# 精子バンク
精子バンク（せいしバンク、英: Sperm bank）、精液バンク（せいえきバンク）、クライオバンクは、人間の精液を購入、保管、販売する施設または企業である。精子は精子提供者と呼ばれる男性によって生産・販売される。精子は、性的パートナー以外の妊娠または妊娠を達成する目的で、他の人によって、または他の人のために購入される。精子提供者によって販売される精子は、ドナー精子として知られている。
精子バンクは、ドナー精子を個人または不妊治療センターやクリニックに供給する独立した事業体である場合もあれば、クリニックやその他の医療施設が主にまたは独占的にその患者や顧客のために運営する施設である場合もある。
ドナー精子を用いた人工授精では、性交渉と同様の結果で妊娠が成立する場合がある。精子を受け取る側のパートナーからではなく、ドナーからの精子を使用することで、このプロセスは第三者による生殖の一形態である。21世紀には、精子バンクからのドナー精子を用いた人工授精は、男性パートナーのいない個人、すなわち独身女性やカップルのレズビアンに最もよく利用されている。
精子提供者は一般的に年齢と病歴のスクリーニングに関する特定の要件を満たす必要がある。 米国では、精子バンクは食品医薬品局によってヒト細胞・組織または細胞・組織バンク製品（HCT/Ps）事業所として規制されている。  多くの州でもFDAが課す規制に加えて、同様の規制がある。欧州連合（EU）では、精子バンクはEU組織指令に従った免許を有していなければならない。イギリスでは、精子バンクはHuman Fertilisation and Embryology Authority（ヒト受精・発生局）によって規制されている。

## 歴史
精子バンクはハーマン・J・ミュラーによって提唱された。1964年に不妊の人工授精のために、最初の精子バンクが米国・アイオワシティと日本・東京で誕生した。これにより、子供の求める性質を精子の段階で選択できるようになった。以後、精子バンクの利用者は増え続け、1980年にはミュラーの影響を受けたロバート・グラハムがノーベル賞受賞者専用の精子バンク「レポジトリー・フォー・ジャーミナル・チョイス」（ジャーミナル・チョイスはミュラーの言葉である）を開設し、大きな話題を呼んだ。現在ではアメリカだけで100万人以上の子どもが精子バンクの人工授精によって誕生している。

## 方法
採取された精子は、0.4～1.0mlほど小さなガラス瓶やストロー容器に入れ、液体窒素で凍結する。保存期限はなく、20年以上経った精子を使って健康な子が生まれた例もある。

## 法規制
日本には、精子バンクや精子提供を規制する法制度はない。ただし、日本産科婦人科学会が関連する倫理規程を有している。

## 日本における状況
日本では、日本産科婦人科学会が定める「非配偶者間人工授精に関する登録施設」が、公式的な精子バンクの役割を担っている。ただし、利用可能な者は不妊の法定婚夫婦に限定され、施設数も10数ヵ所にとどまるほか、慶応病院のように、ドナーの減少により休廃止となる施設も多い。このような中、個人の精子提供サイトが多数立ち上がり、同性婚者や性同一性障害カップル、非婚女性等のニーズに応じている状況にある。精子提供により生まれた者として、DI（提供精子による人工授精）で生まれたことを公表している例としては、横浜市立大学医学部付属病院の加藤英明医師などがある。
団体の精子提供サイトも立ち上げられ、個人サイトより高い安全性や公益性が目指されている。主な例として「精子提供バンク東京関東」が挙げられる。現状ではドナー血液型が限られるものの、遺伝病や性格検査が実施されている。

## 米国における状況
米国では、2005年5月24日より新しいガイドラインを伴ってFDAによって管理・規制されている。匿名ドナーと公開ドナーのいずれを使っても安全性は確かめられている。ドナーは頻繁にテスト、監視され、全ての精子は最低6ヶ月間ドナーの健康性の確証が得られない限り公開されない。検査は、HIV-1,HIV-2,HTLV-1,HTLV-2、白血病、梅毒、クラミジア、クロイツフェルトヤコブ病、核型分析46,XY、海綿状脳症、サイトメガロウイルス、淋病に及ぶ。無償提供の団体も多々あるが、全く個人的に精子を販売している人もいる。
精子は人気ごとに異なる値段がつけられ、ランキング上位にはスーパーモデル、（TV、新聞、雑誌や、ホームページなどで活躍する）モデル、成功を収めた商人、優秀な医者や弁護士や数学者等の専門家、スーパーハッカーなどが名を連ねる。
米国では精子提供者の匿名性保持が不可能となったため、提供者は減少している。また所得の少ない女性には、自宅でのセルフ受精を行っている企業もある。冷凍されて送られた精子を室温で解凍し、専用の注射器で子宮口付近に自己注入する手順である。注入後15-30分横になっていることが推奨されている。また注入後、腟への異物の挿入を伴わないオルガズムは、子宮口が腟内の精子プールに動くことを助け、受精率を上げるとされている。

## 生命倫理上の問題点
精子バンクは、優生学や人種差別に繋がる等と指摘されており、問題視する声も上がっている。先述の「レポジトリー・フォー・ジャーミナル・チョイス」（胚の選択のための倉庫）は、そもそも創設者ロバート・クラーク・グラハムの公言する設立主旨はマスコミや世論から轟々たる非難を浴びた。一方、社会学者シュテファン・キュールは著書『ナチ・コネクション』の中で現代アメリカで人間を対象としている精子バンクなどの遺伝子産業とナチスが進めていた優生学研究との関連性について指摘している。
書籍『ジーニアス・ファクトリー』によれば、「結果として言うのであれば、ノーベル賞科学者の精子を元に子供を生んでも、同じノーベル賞科学者は生まれなかった。ある程度の優秀さを持つ人間から、人生を棒に振った者まで、すべて”天才”というわけではなく、そこに様々な人生の成功者から失敗者が存在した」（あとがきより）という記述がある。